# Semiothisa festivata
Semiothisa festivata là một loài bướm đêm trong họ Geometridae.